# Чарівність (фізика)
Чарі́вність (англ. charm, C) — адитивне квантове число (аромат), що характеризує адрони або кварки. Частинки з ненульовим значенням чарівності називаються чарівними частинками. У кварковій моделі адронів чарівність дорівнює різниці між числами чарівних кварків і антикварків. Знак чарівності за конвенцією збігається зі знаком електричного заряду. Так, чарівний кварк має заряд Q = +2/3 і чарівність 1. Відповідно чарівний антикварк має заряд Q = -2/3 і чарівність -1. 
Чарівність зберігається в сильній і електромагнітній взаємодіях. У розпадах чарівних адронів, що відбуваються за рахунок слабкої взаємодії, чарівність не зберігається..